# لوونیر، کبک
لوونیر (به فرانسوی: L'Avenir) شهری در منطقه شهری درومون ناحیه سانتر-دو-کبک در استان کبک کانادا است. در سرشماری سال ۲۰۱۱ این شهر ۱٬۲۹۸ نفر جمعیت داشته‌است و مساحت آن ۹۶٫۴۷ کیلومتر مربع است.